# Engels curlingteam (mannen)
Het Engelse curlingteam vertegenwoordigt Engeland in internationale curlingwedstrijden.

## Geschiedenis
Engeland nam voor het eerst deel aan een groot toernooi tijdens het Europees kampioenschap van 1976 in West-Berlijn. Engeland kon tijdens dit toernooi geen enkele wedstrijd winnen. In de beginjaren was Engeland geen grootmacht in de curlingwereld. Pas in 1984 werd met de vijfde plek op het EK een mooi eindresultaat geboekt. Een medaille zat er tot op heden niet in. De vierde plek in 1990 was het hoogst haalbare. In 2023 wist Engeland de B-divisie te winnen, en promoveerde zodoende naar de hoogste afdeling. In 2024 degradeerde het evenwel weer.
Tot op heden mocht Engeland vijf keer een delegatie sturen naar het wereldkampioenschap. De laatste keer dateert alweer van 1996. In dat jaar werd ook het beste Engelse resultaat geboekt: een zesde plaats. Aangezien Engeland op de Olympische Spelen deel uitmaakt van het Britse curlingteam, kan het niet afzonderlijk deelnemen aan de Winterspelen.

## Engeland op het wereldkampioenschap
| Jaar | Plaats        | Skip          | WG            | W             | V             | PV            | PT            |
| ---- | ------------- | ------------- | ------------- | ------------- | ------------- | ------------- | ------------- |
| 1959 | Geen deelname | Geen deelname | Geen deelname | Geen deelname | Geen deelname | Geen deelname | Geen deelname |
| 1960 | Geen deelname | Geen deelname | Geen deelname | Geen deelname | Geen deelname | Geen deelname | Geen deelname |
| 1961 | Geen deelname | Geen deelname | Geen deelname | Geen deelname | Geen deelname | Geen deelname | Geen deelname |
| 1962 | Geen deelname | Geen deelname | Geen deelname | Geen deelname | Geen deelname | Geen deelname | Geen deelname |
| 1963 | Geen deelname | Geen deelname | Geen deelname | Geen deelname | Geen deelname | Geen deelname | Geen deelname |
| 1964 | Geen deelname | Geen deelname | Geen deelname | Geen deelname | Geen deelname | Geen deelname | Geen deelname |
| 1965 | Geen deelname | Geen deelname | Geen deelname | Geen deelname | Geen deelname | Geen deelname | Geen deelname |
| 1966 | Geen deelname | Geen deelname | Geen deelname | Geen deelname | Geen deelname | Geen deelname | Geen deelname |
| 1967 | Geen deelname | Geen deelname | Geen deelname | Geen deelname | Geen deelname | Geen deelname | Geen deelname |
| 1968 | Geen deelname | Geen deelname | Geen deelname | Geen deelname | Geen deelname | Geen deelname | Geen deelname |
| 1969 | Geen deelname | Geen deelname | Geen deelname | Geen deelname | Geen deelname | Geen deelname | Geen deelname |
| 1970 | Geen deelname | Geen deelname | Geen deelname | Geen deelname | Geen deelname | Geen deelname | Geen deelname |
| 1971 | Geen deelname | Geen deelname | Geen deelname | Geen deelname | Geen deelname | Geen deelname | Geen deelname |
| 1972 | Geen deelname | Geen deelname | Geen deelname | Geen deelname | Geen deelname | Geen deelname | Geen deelname |
| 1973 | Geen deelname | Geen deelname | Geen deelname | Geen deelname | Geen deelname | Geen deelname | Geen deelname |
| 1974 | Geen deelname | Geen deelname | Geen deelname | Geen deelname | Geen deelname | Geen deelname | Geen deelname |
| 1975 | Geen deelname | Geen deelname | Geen deelname | Geen deelname | Geen deelname | Geen deelname | Geen deelname |
| 1976 | Geen deelname | Geen deelname | Geen deelname | Geen deelname | Geen deelname | Geen deelname | Geen deelname |
| 1977 | Geen deelname | Geen deelname | Geen deelname | Geen deelname | Geen deelname | Geen deelname | Geen deelname |
| 1978 | Geen deelname | Geen deelname | Geen deelname | Geen deelname | Geen deelname | Geen deelname | Geen deelname |
| 1979 | Geen deelname | Geen deelname | Geen deelname | Geen deelname | Geen deelname | Geen deelname | Geen deelname |
| 1980 | Geen deelname | Geen deelname | Geen deelname | Geen deelname | Geen deelname | Geen deelname | Geen deelname |
| 1981 | Geen deelname | Geen deelname | Geen deelname | Geen deelname | Geen deelname | Geen deelname | Geen deelname |
| 1982 | Geen deelname | Geen deelname | Geen deelname | Geen deelname | Geen deelname | Geen deelname | Geen deelname |
| 1983 | Geen deelname | Geen deelname | Geen deelname | Geen deelname | Geen deelname | Geen deelname | Geen deelname |
| 1984 | Geen deelname | Geen deelname | Geen deelname | Geen deelname | Geen deelname | Geen deelname | Geen deelname |
| 1985 | 10            | Bob Martin    | 9             | 0             | 9             | 42            | 89            |
| 1986 | Geen deelname | Geen deelname | Geen deelname | Geen deelname | Geen deelname | Geen deelname | Geen deelname |
| 1987 | 10            | Bob Martin    | 9             | 1             | 8             | 36            | 74            |
| 1988 | Geen deelname | Geen deelname | Geen deelname | Geen deelname | Geen deelname | Geen deelname | Geen deelname |
| 1989 | Geen deelname | Geen deelname | Geen deelname | Geen deelname | Geen deelname | Geen deelname | Geen deelname |
| 1990 | Geen deelname | Geen deelname | Geen deelname | Geen deelname | Geen deelname | Geen deelname | Geen deelname |
| 1991 | Geen deelname | Geen deelname | Geen deelname | Geen deelname | Geen deelname | Geen deelname | Geen deelname |

| Jaar | Plaats        | Skip           | WG            | W             | V             | PV            | PT            |
| ---- | ------------- | -------------- | ------------- | ------------- | ------------- | ------------- | ------------- |
| 1992 | 8             | Alistair Burns | 9             | 4             | 5             | 57            | 65            |
| 1993 | Geen deelname | Geen deelname  | Geen deelname | Geen deelname | Geen deelname | Geen deelname | Geen deelname |
| 1994 | Geen deelname | Geen deelname  | Geen deelname | Geen deelname | Geen deelname | Geen deelname | Geen deelname |
| 1995 | 9             | Alistair Burns | 9             | 3             | 6             | 50            | 51            |
| 1996 | 6             | Alistair Burns | 10            | 4             | 6             | 61            | 60            |
| 1997 | Geen deelname | Geen deelname  | Geen deelname | Geen deelname | Geen deelname | Geen deelname | Geen deelname |
| 1998 | Geen deelname | Geen deelname  | Geen deelname | Geen deelname | Geen deelname | Geen deelname | Geen deelname |
| 1999 | Geen deelname | Geen deelname  | Geen deelname | Geen deelname | Geen deelname | Geen deelname | Geen deelname |
| 2000 | Geen deelname | Geen deelname  | Geen deelname | Geen deelname | Geen deelname | Geen deelname | Geen deelname |
| 2001 | Geen deelname | Geen deelname  | Geen deelname | Geen deelname | Geen deelname | Geen deelname | Geen deelname |
| 2002 | Geen deelname | Geen deelname  | Geen deelname | Geen deelname | Geen deelname | Geen deelname | Geen deelname |
| 2003 | Geen deelname | Geen deelname  | Geen deelname | Geen deelname | Geen deelname | Geen deelname | Geen deelname |
| 2004 | Geen deelname | Geen deelname  | Geen deelname | Geen deelname | Geen deelname | Geen deelname | Geen deelname |
| 2005 | Geen deelname | Geen deelname  | Geen deelname | Geen deelname | Geen deelname | Geen deelname | Geen deelname |
| 2006 | Geen deelname | Geen deelname  | Geen deelname | Geen deelname | Geen deelname | Geen deelname | Geen deelname |
| 2007 | Geen deelname | Geen deelname  | Geen deelname | Geen deelname | Geen deelname | Geen deelname | Geen deelname |
| 2008 | Geen deelname | Geen deelname  | Geen deelname | Geen deelname | Geen deelname | Geen deelname | Geen deelname |
| 2009 | Geen deelname | Geen deelname  | Geen deelname | Geen deelname | Geen deelname | Geen deelname | Geen deelname |
| 2010 | Geen deelname | Geen deelname  | Geen deelname | Geen deelname | Geen deelname | Geen deelname | Geen deelname |
| 2011 | Geen deelname | Geen deelname  | Geen deelname | Geen deelname | Geen deelname | Geen deelname | Geen deelname |
| 2012 | Geen deelname | Geen deelname  | Geen deelname | Geen deelname | Geen deelname | Geen deelname | Geen deelname |
| 2013 | Geen deelname | Geen deelname  | Geen deelname | Geen deelname | Geen deelname | Geen deelname | Geen deelname |
| 2014 | Geen deelname | Geen deelname  | Geen deelname | Geen deelname | Geen deelname | Geen deelname | Geen deelname |
| 2015 | Geen deelname | Geen deelname  | Geen deelname | Geen deelname | Geen deelname | Geen deelname | Geen deelname |
| 2016 | Geen deelname | Geen deelname  | Geen deelname | Geen deelname | Geen deelname | Geen deelname | Geen deelname |
| 2017 | Geen deelname | Geen deelname  | Geen deelname | Geen deelname | Geen deelname | Geen deelname | Geen deelname |
| 2018 | Geen deelname | Geen deelname  | Geen deelname | Geen deelname | Geen deelname | Geen deelname | Geen deelname |
| 2019 | Geen deelname | Geen deelname  | Geen deelname | Geen deelname | Geen deelname | Geen deelname | Geen deelname |
| 2021 | Geen deelname | Geen deelname  | Geen deelname | Geen deelname | Geen deelname | Geen deelname | Geen deelname |
| 2022 | Geen deelname | Geen deelname  | Geen deelname | Geen deelname | Geen deelname | Geen deelname | Geen deelname |
| 2023 | Geen deelname | Geen deelname  | Geen deelname | Geen deelname | Geen deelname | Geen deelname | Geen deelname |
| 2024 | Geen deelname | Geen deelname  | Geen deelname | Geen deelname | Geen deelname | Geen deelname | Geen deelname |
| 2025 | Geen deelname | Geen deelname  | Geen deelname | Geen deelname | Geen deelname | Geen deelname | Geen deelname |

## Engeland op het Europees kampioenschap
| Jaar | Plaats        | Skip             | WG            | W             | V             | PV            | PT            |
| ---- | ------------- | ---------------- | ------------- | ------------- | ------------- | ------------- | ------------- |
| 1975 | Geen deelname | Geen deelname    | Geen deelname | Geen deelname | Geen deelname | Geen deelname | Geen deelname |
| 1976 | 9             | Ronald Thornton  | 8             | 0             | 8             | 37            | 83            |
| 1977 | 9             | Ronald Thornton  | 9             | 2             | 7             | 48            | 105           |
| 1978 | 9             | Ronald Thornton  | 9             | 1             | 8             | 44            | 89            |
| 1979 | 10            | Tony Atherton    | 10            | 2             | 8             | 66            | 85            |
| 1980 | 12            | Alan Forrest     | 11            | 0             | 11            | 48            | 118           |
| 1981 | 9             | Bob Martin       | 7             | 3             | 4             | 45            | 61            |
| 1982 | 11            | Ronnie Brock     | 6             | 1             | 5             | 36            | 47            |
| 1983 | 13            | Ronnie Brock     | 7             | 2             | 5             | 34            | 54            |
| 1984 | 5             | Bob Martin       | 8             | 5             | 3             | 52            | 63            |
| 1985 | 7             | Bob Martin       | 8             | 4             | 4             | 53            | 46            |
| 1986 | 10            | Bob Martin       | 7             | 3             | 4             | 32            | 48            |
| 1987 | 11            | John Deakin      | 7             | 3             | 4             | 39            | 44            |
| 1988 | 10            | John Deakin      | 8             | 4             | 4             | 58            | 47            |
| 1989 | 12            | Eric Laidler     | 8             | 3             | 5             | 36            | 57            |
| 1990 | 4             | Martyn Deakin    | 8             | 5             | 3             | 55            | 31            |
| 1991 | 9             | Alistair Burns   | 8             | 6             | 2             | 66            | 41            |
| 1992 | 7             | Alistair Burns   | 6             | 1             | 5             | 29            | 42            |
| 1993 | 10            | Phil Atherton    | 6             | 5             | 1             | 39            | 28            |
| 1994 | 6             | Alistair Burns   | 11            | 5             | 6             | 59            | 67            |
| 1995 | 6             | Alistair Burns   | 8             | 4             | 4             | 44            | 35            |
| 1996 | 8             | Martyn Deakin    | 8             | 3             | 5             | 32            | 51            |
| 1997 | 10            | Martyn Deakin    | 7             | 2             | 5             | 41            | 50            |
| 1998 | 10            | Martyn Deakin    | 6             | 1             | 5             | 21            | 40            |
| 1999 | 13            | Mark Copperwheat | 6             | 1             | 5             | 25            | 48            |

| Jaar | Plaats | Skip            | WG | W | V | PV  | PT |
| ---- | ------ | --------------- | -- | - | - | --- | -- |
| 2000 | 13     | James Dixon     | 9  | 6 | 3 | 59  | 59 |
| 2001 | 12     | Andrew Reed     | 10 | 8 | 2 | 80  | 48 |
| 2002 | 8      | James Dixon     | 10 | 3 | 7 | 54  | 75 |
| 2003 | 10     | James Dixon     | 9  | 0 | 9 | 30  | 71 |
| 2004 | 13     | Andrew Reed     | 9  | 7 | 2 | 79  | 51 |
| 2005 | 14     | Bruce Bowyer    | 11 | 8 | 3 | 101 | 49 |
| 2006 | 15     | Michael Opel    | 10 | 7 | 3 | 105 | 48 |
| 2007 | 15     | Andrew Reed     | 8  | 6 | 2 | 64  | 39 |
| 2008 | 19     | Andrew Reed     | 8  | 4 | 4 | 53  | 48 |
| 2009 | 16     | Jamie Malton    | 10 | 7 | 3 | 69  | 46 |
| 2010 | 21     | Alan MacDougall | 7  | 3 | 4 | 43  | 31 |
| 2011 | 13     | Alan MacDougall | 9  | 7 | 2 | 58  | 41 |
| 2012 | 14     | Alan MacDougall | 10 | 6 | 4 | 61  | 60 |
| 2013 | 18     | Alan MacDougall | 8  | 5 | 3 | 54  | 30 |
| 2014 | 13     | Alan MacDougall | 9  | 6 | 3 | 54  | 54 |
| 2015 | 17     | Alan MacDougall | 8  | 4 | 4 | 46  | 54 |
| 2016 | 19     | Alan MacDougall | 7  | 4 | 3 | 48  | 45 |
| 2017 | 19     | Andrew Woolston | 7  | 2 | 5 | 33  | 43 |
| 2018 | 12     | Andrew Reed     | 9  | 6 | 3 | 73  | 56 |
| 2019 | 10     | Andrew Reed     | 9  | 1 | 8 | 43  | 72 |
| 2021 | 17     | Andrew Woolston | 7  | 4 | 3 | 48  | 47 |
| 2022 | 18     | Andrew Woolston | 7  | 4 | 3 | 52  | 51 |
| 2023 | 11     | Rob Retchless   | 9  | 8 | 1 | 75  | 38 |
| 2024 | 10     | Rob Retchless   | 9  | 0 | 9 | 25  | 80 |

Andorra · Australië · België · Bosnië en Herzegovina · Brazilië · Bulgarije · Canada · China · Chinees Taipei · Denemarken · Duitsland · Engeland · Estland · Filipijnen · Finland · Frankrijk · Georgië · Griekenland · Groot-Brittannië · Guyana · Hongarije · Hongkong · Ierland · IJsland · India · Israël · Italië · Jamaica · Japan · Kazachstan · Kenia · Kirgizië · Kroatië · Letland · Liechtenstein · Litouwen · Luxemburg · Mexico · Nederland · Nieuw-Zeeland · Nigeria · Noorwegen · Oekraïne · Oostenrijk · Polen · Portugal · Puerto Rico · Qatar · Roemenië · Rusland · Saoedi-Arabië · Schotland · Servië · Slovenië · Slowakije · Spanje · Thailand · Tsjechië · Tsjecho-Slowakije · Turkije · Verenigde Staten · Wales · Wit-Rusland · Zuid-Korea · Zweden · Zwitserland